# Oeuvre van Antonín Dvořák
Deze lijst bevat de werken van de Tsjechische componist Antonín Dvořák gecategoriseerd op soort werk.

## Werken voor orkest

#### Symfonieën
- 1865 Symfonie no. 1 c-mineur «Zlonické zvoni (De klokken van Zlonice)», op. 3
- 1865 Symfonie no. 2 Bes-majeur, op. 4
- 1873 Symfonie no. 3 Es-majeur, (oorspronkelijk op. 10)
- 1874 Symfonie no. 4 d-mineur, (oorspronkelijk op. 13)
- 1875 Symfonie no. 5 F-majeur, op. 76, (oorspronkelijk op. 24)
- 1880 Symfonie no. 6 D-majeur, op. 60 (oorspronkelijk op. 58)
- 1884-1885 Symfonie no. 7 d-mineur, op. 70
- 1889 Symfonie no. 8 G-majeur «Engelse», op. 88
  1. Allegro
  2. Adagio
  3. Scherzo
  4. Allegro ma non troppo
- 1893 Symfonie no. 9 in e-mineur "Uit de Nieuwe Wereld", Op. 95
  1. Adagio - Allegro molto
  2. Largo
  3. Scherzo Molto vivace
  4. Allegro

#### Concerti
- 1876 Concert in g-mineur voor piano en orkest, op. 33
  1. Allegro agitato
  2. Andante sostenuto
  3. Allegro con fuoco
- 1879-1882 Concert in a-mineur, voor viool en orkest, op. 53
  1. Allegro
  2. Adagio
  3. Finale Allegro giocoso, ma non troppo
- 1894-1895 Concert in b-mineur, voor cello en orkest, op. 104
  1. Allegro
  2. Adagio
  3. Finale

#### Ouvertures
- 1870 Tragická ouvertura - (Tragische ouverture)
- 1881-1882 Josef Kajetán Tyl - Mein Heim, ouverture, op. 62
- 1883 Husitská, ouverture, op. 67
- 1891 V prírode - In de natuur, ouverture, op. 91
- 1891 Karneval, ouverture, op. 92
- 1891-1892 Othello, ouverture, op. 93
  - Opus 91, 92 en 93 ook bekend als cyclus Priroda, Zivot a Láska op. 91, nummer 1 t/m 3 onder de naam Natuurtrilogie

#### Symfonische gedichten
- 1896 Vodník (De Watergeest), op. 107
- 1896 Polednice (De Middagheks), op. 108
- 1896 Zlatý kolovrat (Het gouden spinnewiel), op. 109
- 1896 Holoubek (De woudduif), op. 110
- 1897 Písen bohatýrská (Heldenlied), op. 111

#### Andere orkestwerken
- 1875 Serenadit E-duuri - Serenade E-majeur, voor strijkorkest, op. 22
- 1878 Slovanské Rhapsodie (Slavische Rhapsodie), op. 45
  1. No. 1 D-majeur
  2. No. 2 g-mineur
  3. No. 3 As-majeur
- 1878 Slovanské tance - (Slavische dansen), op. 46
  1. No. 1 C-majeur,  Furiant - Presto
  2. No. 2 e-mineur,  Dumka - Allegretto scherzando
  3. No. 3 As-majeur, Polka - Poco allegro
  4. No. 4 F-majeur,  Sousedská - Tempo di Minuetto
  5. No. 5 A-majeur,  Skočná - Allegro vivace
  6. No. 6 D-majeur,  Sousedská - Allegretto scherzando
  7. No. 7 c-mineur,  Skočná - Allegro assai
  8. No. 8 g-mineur,  Furiant - Presto
- 1879 Česká suita (Boheemse suite), voor orkest, op. 39
  1. Preludio (Pastorale) - Allegro moderato
  2. Polka - Allegretto grazioso, Trio - Poco più mosso
  3. Sousedská (Minuetto) - Allegro giusto
  4. Romanza - Andante con moto
  5. Finale (Furiant) - Presto
- 1879 Slavnostní pochod - (Feestelijke mars), op. 54
- 1883 Scherzo capriccioso Des-majeur, op. 66
- 1886 Slovanské tance - (Slavische dansen), op. 72
  1. No. 9 B-majeur,   Odzemek - Molto vivace
  2. No.10 e-mineur,   Dumka - Allegretto grazioso
  3. No.11 F-majeur,   Skočná - Allegro
  4. No.12 Des-majeur, Dumka - Allegretto grazioso
  5. No.13 bes-mineur, Spazírka - Poco allegro
  6. No.14 Bes-majeur, Polonaise - Moderato, quasi Minuetto
  7. No.15 C-majeur,   Reigen (Kolo) - Allegro vivace
  8. No.16 As-majeur,  Sousedská - Grazioso lento, ma non troppo, quasi tempo di Valse
- 1894 Amerikaanse suite, voor orkest, op. 98b
  1. Andante con moto
  2. Allegro
  3. Moderato (Alla Polacca)
  4. Andante
  5. Allegro

### Werken voor harmonieorkest
- Polonéza Es duuri
- Serenáda pro dechové nástroje - Serenade d-mineur, op. 44
- Slavnostní pochod - (Feestelijke mars), op. 54[1]

### Muziektheater

#### Opera's
| Voltooid in | titel                                               | aktes   | première | libretto |
| ----------- | --------------------------------------------------- | ------- | --- | --- |
| 1879        | Alfred                                              | 3 aktes | 6 februari 1938, Praag, concertante Radiouitvoering (gedeeltelijk); 10 december 1938, Olomouc, České divadlo (Tsjechisch theater) | Karl Theodor Körner |
| 1871        | Král a uhlíř (De Koning en de kolenbrander), op. 21 | 3 aktes | 28 mei 1929, Praag, Národní divadlo                                                                                               | versie I Bernard J. Lobeský; versie II, op. 14, Bernard Guldener; versie III, op. 14, Bernard Guldener en Václav Juda Novotný |
| 1874        | Tvrdé palice (Die Dickschädel), op. 17              | 1 akte  | 2 oktober 1881, Praag, Nové české divadlo                                                                                         | Josef Štolba |
| 1875        | Vanda, op. 25                                       | 5 aktes | 17 april 1876, Praag, Prozatímní divadlo                                                                                          | Václav Beneš Sumavský en Frantisek Zakreis, naar Julian Surzycki                                                              |
| 1877        | Šelma sedlák (De Boer een boosdoener), op. 37       | 2 aktes | 27 januari 1878, Praag, Prozatímní divadlo                                                                                        | Josef Otakar Veselý |
| 1881/1882   | Dimitrij, op. 64                                    | 4 aktes | versie I: 8 oktober 1882, Praag, Nové české divadlo; versie II: 7 november 1894 Praag, Národní divadlo                            | Marie Červinková-Riegrová, naar het drama «Dimitr Ivanovic» van Ferdinand Bretislav Mikovec                                   |
| 1887/1888   | Jakobín (De Jakobiners), op. 84                     | 3 aktes | versie I: 12 februari 1889, Praag, Národní divadlo; versie II: 19 juni 1898, Praag, Národní divadlo                               | Marie Červinková-Riegrová |
| 1898/1899   | Čert a Káča (Katinka en de duivel), op. 112         | 3 aktes | 23 november 1899, Praag, Nationale opera                                                                                          | Adolf Wenig, naar een Tsjechisch volkssprookje                                                                                |
| 1900        | Rusalka, op. 114                                    | 3 aktes | 31 maart 1901, Praag, Národní divadlo                                                                                             | Jaroslav Kvapil, naar een verhaal «Undine» van Friedrich Heinrich Karl Baron de la Motte Fouqué                               |
| 1901        | Svatá Ludmila (De Heilige Ludmilla), op. 71         | 3 aktes | 30 oktober 1901, Praag, Národní divadlo                                                                                           | Jaroslav Vrchlicky en Václav Juda Novotný                                                                                     |
| 1902/1903   | Armida, op. 115                                     | 4 aktes | 25 maart 1904, Praag, Národní divadlo                                                                                             | Jaroslav Vrchlický (Emil B. Frída), naar hun vertaling van Torquato Tasso's "La Gierusalemme liberata ovvero Il Goffredo"     |

#### Toneelmuziek
- 1881/1882 Josef Kajetán Tyl, ouverture en toneelmuziek, op. 62 tot het schouwspel van František Ferdinand Šamberk

### Missen, cantates, oratoria en gewijde muziek
- 1859 Messut, B-duuri - Mis in Bes-majeur
- 1876-1877 Stabat Mater, voor solisten, gemengd koor en orkest, op. 58
- 1887 Psalmit - Psalm 149, voor gemengd koor en orkest, op. 79
- 1887 Messut, D-duuri - Mis in D-majeur, voor solisten, gemengd koor en orkest, op. 86
- 1890 Requiem bes-mineur, voor solisten, gemengd koor en orkest, op. 89
- 1892 Te Deum, voor solisten, gemengd koor en orkest, op. 103

### Werken voor koor
- 1873 Die Erben des Weißen Berges, hymne voor koor en orkest, op. 30
- 1884 Svatební košile - Die Geisterbraut, wereldlijke cantate, voor gemengd koor en orkest, op. 69
- 1892-1893 Americký prapor - The American Flag, wereldlijke cantate, voor gemengd koor en orkest, op. 102

### Vocale muziek
- 1865 Liederencyclus «Cypřiše (Cypressen)» - tekst: Gustav Pfleger-Moravský
- 1877 Moravské duety (Klanken uit Moravië), duetten voor sopraan en tenor (of: alt) en piano, op. 32 - tekst: Moravische folklore - samengesteld door František Sušil
  1. A já ti uplynu (de vluchteling)
  2. Velet’, vtáčku (vlieg vogel)
  3. Dyby byla kosa nabróšená (De scheiding)
  4. V dobrým sme se sešli (Scheiden zonder lijden)
  5. Slavíkovský polečko malý (De belofte van de liefde)
  6. Holub na javoře (Verlaten)
  7. Voda a pláč (Treurnis)
  8. Skromná (het verlegen meisje)
  9. Prsten (de ring)
  10. Zelenaj se, zelenaj (Vertrouwen)
  11. Zajatá (de opgesloten meid)
  12. Neveta (troost)
  13. Šípek (de wilde roos)
  14. Život vojenský (het afscheid van de soldaat)
- 1880 Ciganské melodie (Zigeunermelodieën), op. 55 gebaseerd op teksten in Tsjechisch door Adolf Heyduk (1835-1923).
- 1886 Liederencyclus «Im Volkston», op. 73
- 1894 Biblické písně (Bijbelse liederen), op. 99
  1. Oblak a mrákota jest vůkol něho
  2. Skrýše má a paveza má Ty jsi
  3. Slyš o Bože! slyš modlitbu mou
  4. Hospodin jest můj pastýř
  5. Bože! Bože! píseň novou
  6. Slyš, o Bože, volání mé
  7. Při řekách babylonských
  8. Popatřiž na mne a smiluj se nade mnou
  9. Pozdvihuji očí svých k horám
  10. Zpívejte Hospodinu píseň novou
- Písně milostné (18 liefdesliederen), op. 83 - tekst: Gustav Pfleger-Moravský
- Tři novořecké básně, op. 50 - tekst: Václav Bolemír Nebeský
  1. Koljas
  2. Nereidy
  3. Žalozpěv Pargy
- Večerní písně, op. 31 - tekst: Vítězslav Hálek

### Kamermuziek
- Sonates :
  - 1880 Sonate F-majeur, voor viool en piano, op. 57
  - 1893 Sonatine G-majeur, voor viool en piano, op. 100
- Overzicht Strijkkwartetten:
  - Strijkkwartet nr. 1 in A-majeur
  - Strijkkwartet nr. 2 in B-majeur
  - Strijkkwartet nr. 3 in D-majeur
  - Strijkkwartet nr. 4 in e-mineur
  - Strijkkwartet nr. 5 in f-mineur
  - Strijkkwartet nr. 6 in a-mineur
  - Strijkkwartet nr. 7 in a-mineur
  - Strijkkwartet nr. 8 in E-majeur
  - Strijkkwartet nr. 9 in d-mineur
  - Strijkkwartet nr. 10 in Es-majeur
  - Strijkkwartet nr. 11 in C-majeur
  - Strijkkwartet nr. 12 in F-majeur "Amerikaans Strijkkwartet", ook bekend als "Nieuwe Wereld Kwartet" en eveneens als "Negerkwartet"
  - Strijkkwartet nr. 13 in G-majeur
  - Strijkkwartet nr. 14 in As-majeur
  - Quartetsatz
  - Strijkkwartet Cipressen
- een trio voor 2 violen en altviool
- vier pianotrio's
- twee pianokwartetten
- twee pianokwintetten
- drie strijkkwintetten
- een strijksextet, op. 48
- Serenade voor blazers, cello and bass op.44

## Werken voor piano
- 1878 Acht Slavische dansen, voor piano vierhandig, op. 46 (zie ook: (Andere) werken voor orkest)
- 1884 Ze Šumavy (Uit het Boheemse Woud), voor piano vierhandig, op. 68,   
  1. Na přástkách - Allegro molto (D-majeur)
  2. U Černého jezera - Lento (fis-mineur)
  3. Noc filipojakubská - Molto vivace (Bes-majeur)
  4. Na čekání - Allegro comodo (F-majeur)
  5. Klid - Lento e molto cantabile
  6. Z bouřlivých dob - Allegro con fuoco
- 1886 Acht Slavische dansen, voor piano vierhandig, op. 72 (zie ook: (Andere) werken voor orkest)
- 1891 Dumky, Pianotrio Nr. 4 in e-mineur, op. 90
- 1894 Acht Humoresken, voor piano vierhandig, op. 101

## Media
1. ↑  Slavnostní pochod - (Feestelijke mars) door Dechový orchestr "Harmonie" Šternberk o.l.v. Petr Ciba